# Pleurostylia
Genre
Pleurostylia est un genre de plantes de la famille des Celastraceae.

## Liste d'espèces
Selon Catalogue of Life (23 septembre 2017) :
- Pleurostylia africana Loes.
- Pleurostylia capensis (Turcz.) Oliv.
- Pleurostylia leucocarpa Baker
- Pleurostylia opposita (Wallich) Alston
- Pleurostylia pachyphloea Tul.
- Pleurostylia putamen W. Marais

Selon NCBI (23 septembre 2017) :
- Pleurostylia africana
- Pleurostylia capensis
- Pleurostylia leucocarpa
- Pleurostylia opposita
- Pleurostylia pachyphloea
- Pleurostylia putamen
- Pleurostylia wightii

Selon The Plant List (23 septembre 2017) :
- Pleurostylia africana Loes.
- Pleurostylia capensis Oliv.
- Pleurostylia opposita (Wall.) Alston
- Pleurostylia pachyphlaea Tul.
- Pleurostylia serrulata Loes.

Selon Tropicos (23 septembre 2017) (Attention liste brute contenant possiblement des synonymes) :
- Pleurostylia africana Loes.
- Pleurostylia capensis Oliv.
- Pleurostylia cochinchinensis Pierre
- Pleurostylia heynei Wight & Arn.
- Pleurostylia leucocarpa Baker
- Pleurostylia opposita (Wall.) Alston
- Pleurostylia pachyphloea Tul.
- Pleurostylia putamen Marais
- Pleurostylia serrulata Loes.
- Pleurostylia wightii Wight & Arn.